# Frogeiras de Lende
Frugères-les-Mines és un municipi francès situat al departament de l'Alt Loira i a la regió d'Alvèrnia-Roine-Alps. L'any 2007 tenia 519 habitants.

## Demografia

### Població
El 2007 la població de fet de Frugères-les-Mines era de 519 persones. Hi havia 245 famílies de les quals 84 eren unipersonals (24 homes vivint sols i 60 dones vivint soles), 85 parelles sense fills, 64 parelles amb fills i 12 famílies monoparentals amb fills.
La població ha evolucionat segons el següent gràfic:
Habitants censats

### Habitatges
El 2007 hi havia 293 habitatges, 249 eren l'habitatge principal de la família, 13 eren segones residències i 32 estaven desocupats. 290 eren cases i 3 eren apartaments. Dels 249 habitatges principals, 210 estaven ocupats pels seus propietaris, 34 estaven llogats i ocupats pels llogaters i 4 estaven cedits a títol gratuït; 14 tenien dues cambres, 60 en tenien tres, 109 en tenien quatre i 65 en tenien cinc o més. 169 habitatges disposaven pel capbaix d'una plaça de pàrquing. A 113 habitatges hi havia un automòbil i a 106 n'hi havia dos o més.

### Piràmide de població
La piràmide de població per edats i sexe el 2009 era:
| Homes | Edats   | Dones |
| ----- | ------- | ----- |
| 0     | 95 o +  | 0     |
| 0     | 90 a 94 | 4     |
| 0     | 85 a 89 | 4     |
| 16    | 80 a 84 | 12    |
| 16    | 75 a 79 | 16    |
| 8     | 70 a 74 | 24    |
| 16    | 65 a 69 | 8     |
| 8     | 60 a 64 | 20    |
| 12    | 55 a 59 | 16    |
| 32    | 50 a 54 | 16    |
| 32    | 45 a 49 | 40    |
| 12    | 40 a 44 | 16    |
| 12    | 35 a 39 | 20    |
| 8     | 30 a 34 | 12    |
| 20    | 25 a 29 | 4     |
| 20    | 20 a 24 | 4     |
| 24    | 15 a 19 | 20    |
| 4     | 10 a 14 | 20    |
| 12    | 5 a 9   | 0     |
| 8     | 0 a 4   | 12    |

## Economia
El 2007 la població en edat de treballar era de 347 persones, 227 eren actives i 120 eren inactives. De les 227 persones actives 201 estaven ocupades (112 homes i 89 dones) i 26 estaven aturades (10 homes i 16 dones). De les 120 persones inactives 65 estaven jubilades, 20 estaven estudiant i 35 estaven classificades com a «altres inactius».

### Ingressos
El 2009 a Frugères-les-Mines hi havia 243 unitats fiscals que integraven 520 persones, la mediana anual d'ingressos fiscals per persona era de 17.173 €.

### Activitats econòmiques
Dels 9 establiments que hi havia el 2007, 1 era d'una empresa de fabricació d'altres productes industrials, 3 d'empreses de construcció, 2 d'empreses de comerç i reparació d'automòbils, 1 d'una empresa d'hostatgeria i restauració, 1 d'una empresa de serveis i 1 d'una empresa classificada com a «altres activitats de serveis».
Dels 4 establiments de servei als particulars que hi havia el 2009, 2 eren paletes, 1 fusteria i 1 restaurant.

## Equipaments sanitaris i escolars
El 2009 hi havia una escola elemental.

## Poblacions més properes
El següent diagrama mostra les poblacions més properes.